# Louis Fuchs
Louis Fuchs (Barmen, 9 mei 1818 – Brussel, 26 mei 1904) was een van oorsprong Duits landschapsarchitect die in de 19e eeuw uitgroeide tot een van de drie belangrijkste Belgische tuin- en parkarchitecten. Hij was een leerling van landschapsarchitect Maximilian Friedrich Weyhe (1775–1846) en werkte als hoofdtuinier bij de graaf d'Ansembourg in Neubourg. In 1843 kwam hij op vraag van de familie van de hertogen van Arenberg naar België. Voor hen ontwierp hij het park van Heverlee en van Enghien. Fuchs vestigde zich in de Brusselse gemeente Elsene en kreeg er in 1843 een zoon, Félix Fuchs, die later gouverneur-generaal zou worden in Belgisch-Congo.
In 1846 ontstond het plan om Brussel van een nieuw groot park te voorzien in de buurt van het Zoniënwoud: het Ter Kamerenbos. Ook Louis Fuchs diende tweemaal een ontwerp in. De commissie voor de creatie van het Terkamerenbos beval hem aan bij het stadbestuur omdat 'son talent était abondamment attesté’. Maar meer dan tien jaar later (1862) was het uiteindelijk parkarchitect Édouard Keilig die het Ter Kamerenbos zal mogen ontwerpen.
Na vier jaar begon Louis Fuchs voor eigen rekening te werken en had al vlug een betrekkelijk succes. Hij maakte ontwerpen voor tal van Belgische tuinen, kasteelparken (in onder andere Perulwez, Beervelde, Groot-Bijgaarden en Louvignies) en enkele openbare parken. Fuchs gaf les op de land- en tuinbouwschool in Mechelen. Hij werd in 1859 benoemd tot professor tuinarchitectuur aan de École d’Horticulture de l’État en als eerste stedelijke groeninspecteur van de stad Brussel (1861). In die functie ontwierp hij onder andere de Brusselse parkbegraafplaats in Evere.
In 1861 wordt Louis Fuchs door de Belgische koning Leopold II gevraagd om het Leopoldpark in de toonaangevende badstad Oostende te ontwerpen. In 1862 wordt Louis Fuchs tot Belg genaturaliseerd.

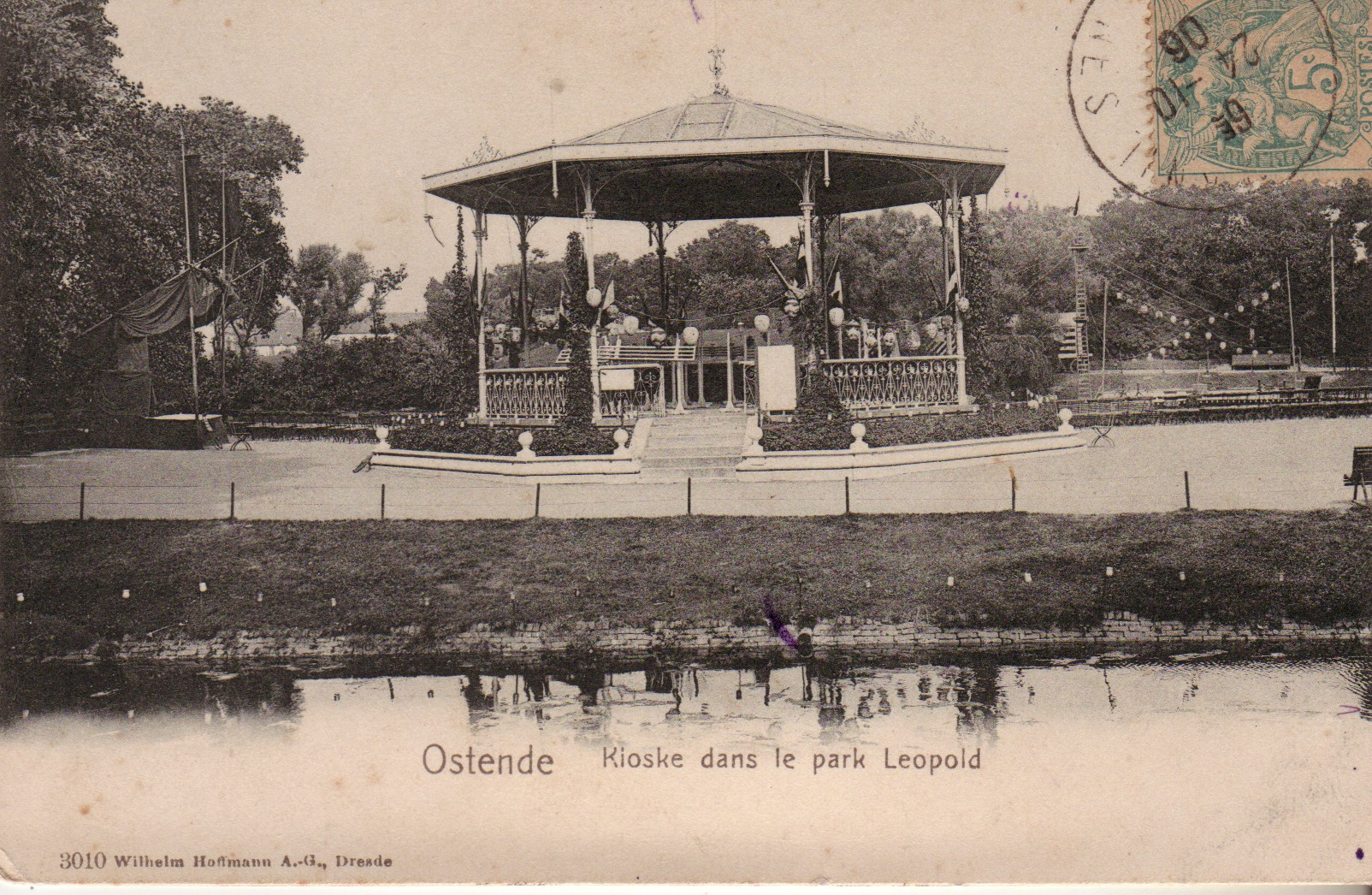
Kiosk, Leopoldpark, Oostende

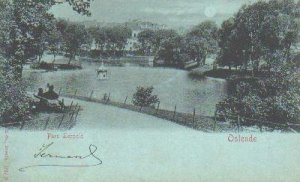
Postkaart, Leopoldpark, Oostende

## Ontworpen parken in Vlaanderen
- Leopoldpark (Oostende)
- Stadspark Sint-Donatius (Leuven)
- Kasteel Drie Koningen (Beernem, West-Vlaanderen)
- Kasteel d'Aertrycke (Torhout)
- Park van de tuinbouwschool van Vilvoorde
- Park van het Kasteel Huyenhoven (Vilvoorde)
- Tuin van het Landhuis Pharazijnshof (Antwerpen)
- Park van het Kasteel Kesselhof (Antwerpen)
- Park van kasteel van Gransvelde (Oost-Vlaanderen)
- Park Kasteel Den Brandt (Antwerpen)
- Park Kasteel de Eester (Antwerpen)
- Kasteeldomein Brustem (Limburg)
- Kasteeldomein van Hex (Limburg)
- Kasteeldomein van Beervelde (Oost-Vlaanderen)